# Амброзия
Амброзия (на гръцки ἀμϐροσία), според древногръцката митология, представлява твърдо или течно вещество, което боговете консумират заедно с нектар, по същия начин, по който хората използват храната и виното (но не е единствената им храна). В други митологии също се споменава за подобни потреби - например амрита в индийската митология.

## Същност и предназначение
Консумирайки амброзия или нектар и амброзия боговете поддържат безсмъртието си и вечните си младост и красота (постижимо, според легендите, и по други начини - например богинята Хера ги запазва, като се къпе ежегодно във вълшебен извор). Споменавани са и други неща, които ги привличат с вкуса си, като златните ябълки от градината на Хесперидите, както и случаи, в които се хранят със земна храна - харпиите подяждат трапезата на Финей. В някои случаи амброзията не се използва от тях, като храна, а по-скоро като парфюм или мехлем (например Тетида маже с нея тялото на Ахил) или им служи за балсамиране (запазва тялото на загиналия в Троянската война Сарпедон). Ползва се по сходен начин понякога и от полубогове и някои смъртни хора (като вещицата Кирка/Цирцея) и има върху тях благотворно въздействие (дори ги изравнява с боговете, както става с Психея), въпреки че съществуват и версии, според които може да навреди, както на хората, така и на божествата (един вид - при свръхдоза). Сред смъртните има и такава, които са редовно гощавани с амброзия, от приятелски настроени божества - например цар Тантал, който, според легендата за него, решава да злоупотреби с доверието на олимпийците и сам да се превърне в дарител на чудотворната амброзия, с която цел започва да я краде от тях, за да я дава на свои приятели-хора. За това и други предизвикателства към боговете, той е наказан с тежки мъки в Тартар (или из чукарите на родната му планина Сипил), но мястото му на приближен на боговете е заето от сина му Пелопс.
Не е напълно изяснено доколко в Древността се е правело разлика, между нектара и амброзията и какво стои в основата на идеята за нея, както и дали е изцяло измислена субстанция или представата за нея се е оформила, в резултат на преувеличаването на свойствата на реално съществуващи вещества и смеси, като мед, мъзга, амбра, минерална вода, алкохол или естествени наркотици, както и на самия нектар, или представлява преработка на вярвания, свързани с вампиризъм. Вкусът на амброзията, както и ароматът й също не са изяснени, но е явно, че са приятни, понякога - еднакви с любимите.
Като носители на амброзията са описвани богини, известни като харити, както и някои персонажи, специално поставени за "виночерпци" - Хеба, Ганимед, Пелопс. Според Омир, гълъби носят амброзията от Далечния Запад (Крайният Запад - граничните области на ойкумене в западна посока), понякога тя се носи от Олимп на други места - пак от гълъби. Също така се предполага, че изгореното месо от жертвоприношенията по магически начин се превръща в амброзия, което е възможно да се дължи на това, че първоначално по-популярни са били т.нар. възлияния.